# Kriek

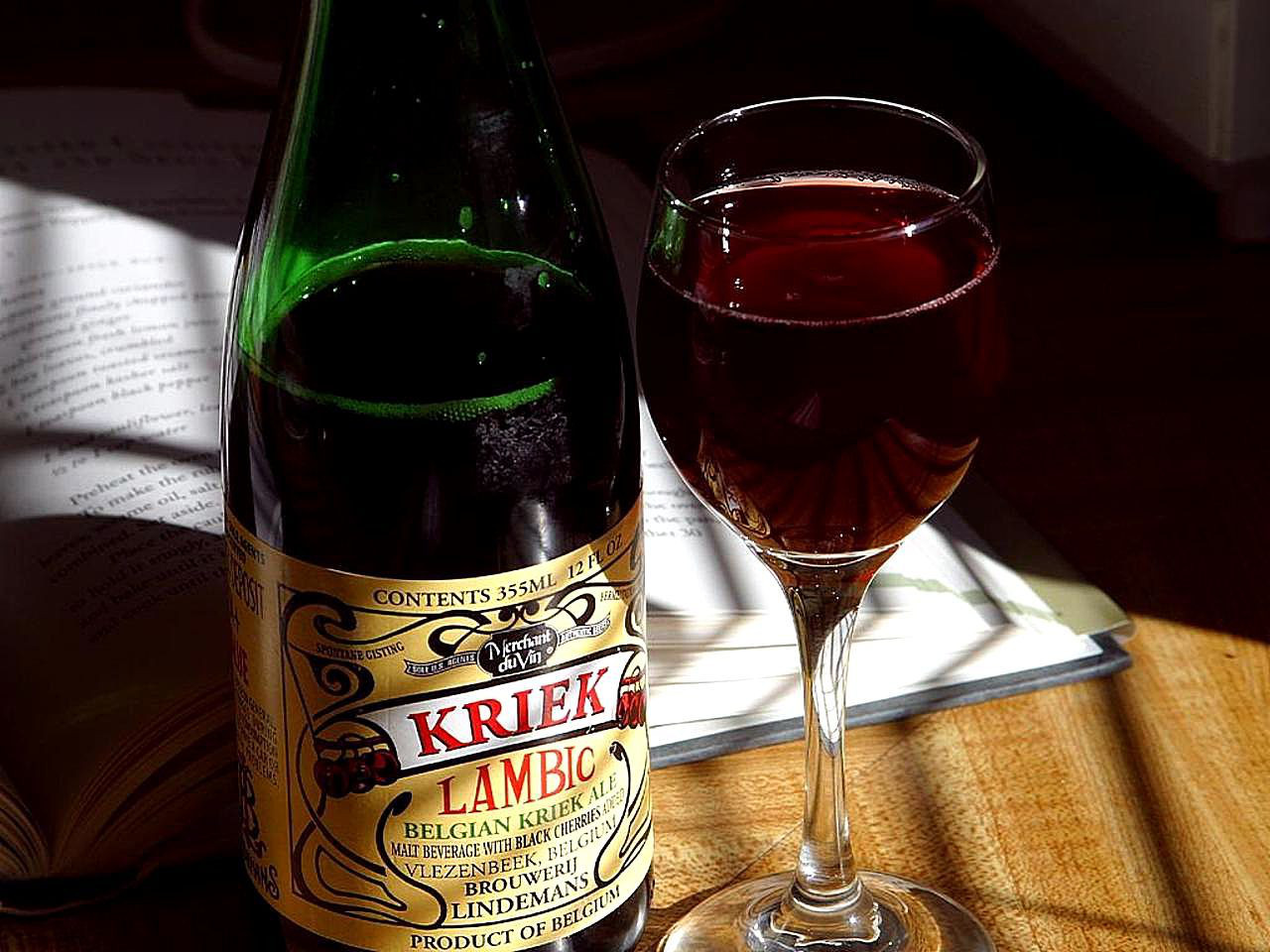
Imatge de la cervesa belga.

Kriek és un tipus de cervesa belga, obtinguda mitjançant la maceració i refermentació de guinders, una varietat de cireres més àcides, en una base de làmbic.
El nom prové de la paraula flamenca per a aquest tipus de cirera (kriek), tradicionalment s'utilitzaven Schaarbeekse krieken, una varietat rara originària de Schaarbeek. Com aquesta varietat s'ha tornat més difícil de trobar, alguns cervesers les han reemplaçades per altres varietats de guinders (ja sigui parcialment o totalment), de vegades procedents d'altres països.
Tradicionalment, és una cervesa de fruita feta en cerveseries al voltant de Brussel·les utilitzant la cervesa feta amb estil Làmbic, a la qual s'agreguen guinders. La làmbic és una cervesa agra i seca, fermentada espontàniament amb llevat aerotransportat que només viu a la vall del Zenne, als afores de Brussel·les. Una kriek tradicional a base de làmbic és també més o menys seca. Durant la seva elaboració, les cireres maceren durant un període de diversos mesos, causant un refermentació de les sucres addicionals. Normalment no queda gens de sucre al final de la fermentació, per la qual cosa s'obté un sabor afruitat sense dolçor. Posteriorment es passa per un altre procés de maduració després de retirar les cireres.
Alguns cervesers més industrials han agregat sucre al producte final, a fi de fer-la menys agre i més accessible a un públic més ampli. També per facilitar una producció industrial més uniforme, utilitzen suc de cirera i la cervesa es deixa madurar durant períodes molt més curts. Aquests productes industrials força dolços semblen més un còctel de cervesa. La veritable cervesa de fruita cert té un gust fruitós però mai dolçàs, com que la majoria dels sucres de la fruita afegida es fermenten.
La Framboise o Frambozenbier és una cervesa relacionada, però menys tradicional que la cervesa Kriek, en la qual s'utilitzen gerds. La Kriek també està relacionada amb la gueuze, que, si bé no és una cervesa fruitera, està també basada en la refermentació de cervesa làmbic. Algunes cerveseries, com Liefmans, fan cerveses de cireres basades en la cervesa oud bruin en lloc de làmbic. Tenen un sabor molt diferent de la kriek feta amb làmbic.